# Paul Grohmann

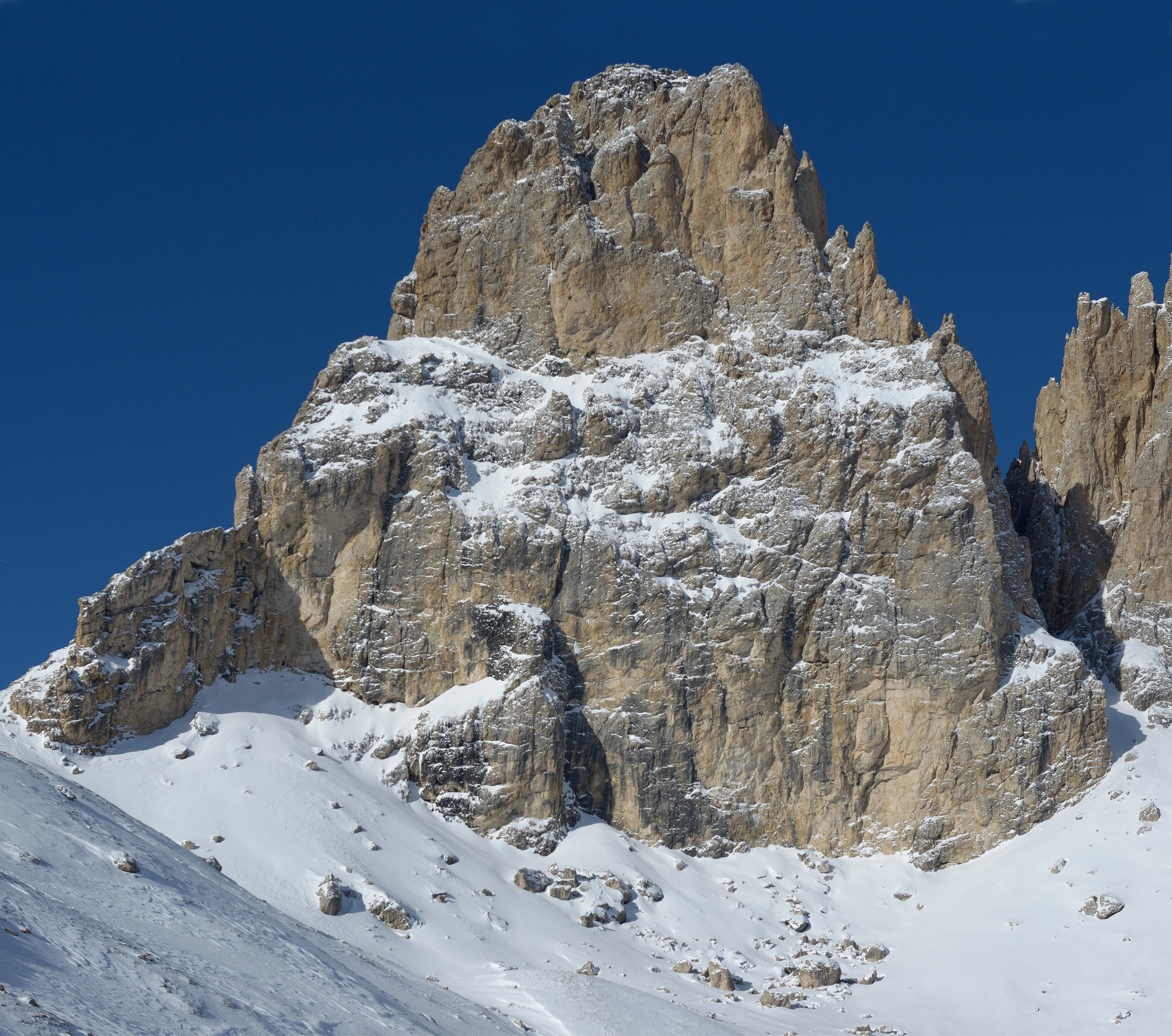
La Punta Grohmann, anomenada també Sasso Levante, al Sassolungo.

Paul Grohmann (Viena, 12 de juny de 1838 - 29 de juliol de 1908) va ser un alpinista austríac, principal explorador de les Dolomites.

## Biografia
Paul Grohmann descobreix la muntanya l'any 1853 als massissos dels Hohe Tauern i Niedere Tauern. És des d'aquestes muntanyes que percep per primera vegada, lluny cap al sud, les Dolomites, alguns cims dels quals havien estat escalats per John Ball. L'any 1862, Grohmann funda el Club alpí austríac (Österreichischer Alpenverein). Entre 1863 i 1869, va aconseguir l'ascensió de tots els pics importants de les Dolomites. L'any 1864 organitza una expedició fotogràfica al Großglockner amb el fotògraf Jaegermeyer que realitza l'un dels primers daguerreotips d'alta muntanya. Completament arruïnat l'any 1873, Paul Grohmann posa fi a la seva carrera alpina.

## Primeres ascensions
- 1859 - Hochalmspitze (Hohe Tauern) amb Lenzbauer i Franz Moidele, el 15 d'agost[3]
- 1863 - Tofana di Mezzo (3.241 m, Tofane) amb Francesco Lacedelli, el 29 d'agost[4]
- 1863 - Antelao amb Francesco, Alessandro Lacedelli i Matteo Ossi, el 18 de setembre
- 1864 - Piz Boè amb G. Irschara, el 30 de juliol
- 1864 - Tofana di Rozes (3.225 m, Tofane), amb Francesco Lacedelli, Angelo Dimai i Santo Siorpaes, el 29 d'agost
- 1864 - Punta Sorapiss (3.205 m, Dolomites) amb Francesco Lacedelli i Angelo Dimai, el 16 de setembre,
- 1864 - Marmolada amb Angelo i Fulgenzio Dimai, el 28 de setembre
- 1865 - Gran Pilastro amb Josele Samer i Peter Fuchs, el 24 de juliol
- 1865 - Monte Cristallo (3.216 m, Dolomites) amb Santo Siorpaes i Angelo Dimai, el 14 de setembre
- 1865 - Monte Coglians amb Nicolò Sottocorona i Hofer, el 30 de setembre
- 1867 - Olperer (3.476 m, Alps de Zillertal) amb Josele Samer i Gainer Jackele, el 10 de setembre
- 1869 - Dreischusterspitze (3.145 m, Dolomites) amb Peter Salcher i Franz Innerkofler, el 18 de juliol,
- 1869 - Sassolungo amb Peter Salcher i Franz Innerkofler, el 13 d'agost
- 1869 - Cima Grande (2 999 m, Tre Cim di Lavaredo) amb Franz Innerkofler i Peter Salcher, el 21 d'agost

## Publicacions
- Grohmann, Paul. Wanderungen in den Dolomiten (en français). Carl Gerold's Sohn, 1877.